# Île Baltra
Pour les articles homonymes, voir Baltra.
L'île Baltra, en espagnol isla Baltra, aussi appelée île Seymour Sud, est une île quasiment inhabitée d'Équateur située dans l'archipel des Galápagos.
Elle est située entre l'île Santa Cruz, au sud, dont elle n'est séparée que par le canal d'Itabaca, et l'île Seymour Nord, au nord.

## Toponymie
L'origine du nom "Baltra" est inconnue. On trouve pour la première fois ce nom dans l'édition de 1927 du South America Pilot de l'amirauté britannique, puis sur une carte en 1936.
L'autre nom Seymour fait référence à l'amiral de la Royal Navy Sir George Francis Seymour

## Géographie

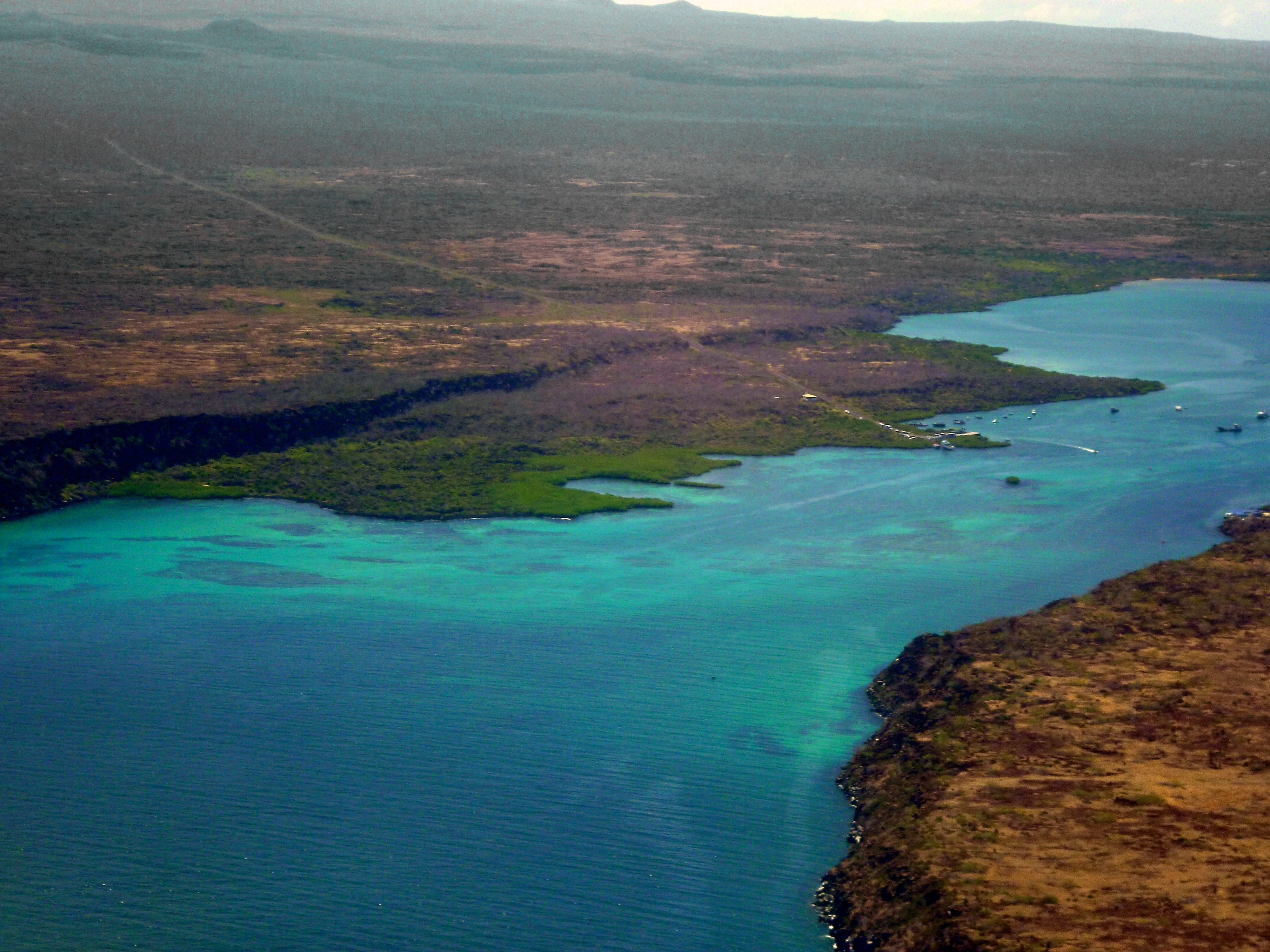
Le canal d'Itabaca entre les îles Baltra (en bas à droite) et Santa Cruz.

D'une superficie de 27 km2 et d'une altitude maximale de 100 mètres, l'île est constituée d'un plateau basaltique incliné vers l'ouest et dont les côtes nord, est et sud sont formées de falaises. Elle est très aride et la végétation se compose d'arbustes, cactus du genre Opuntia et arbres du genre Bursera.
Dans la zone sud-est de l'île se trouve le principal aéroport de l'archipel, l'aéroport Seymour. À un peu plus d'un kilomètre au nord-ouest de celui-ci se trouve une petite baie, du nom de caleta Aeolian en espagnol, qui est le principal point de départ des croisières de l'archipel.
Sur le littoral sud-ouest existe un ponton permettant à de petits ferries de faire le transbordement de passagers et de véhicules légers par le canal d'Itabaca pour rejoindre l'île Santa Cruz et rallier la ville principale de l'archipel, Puerto Ayora.

## Histoire

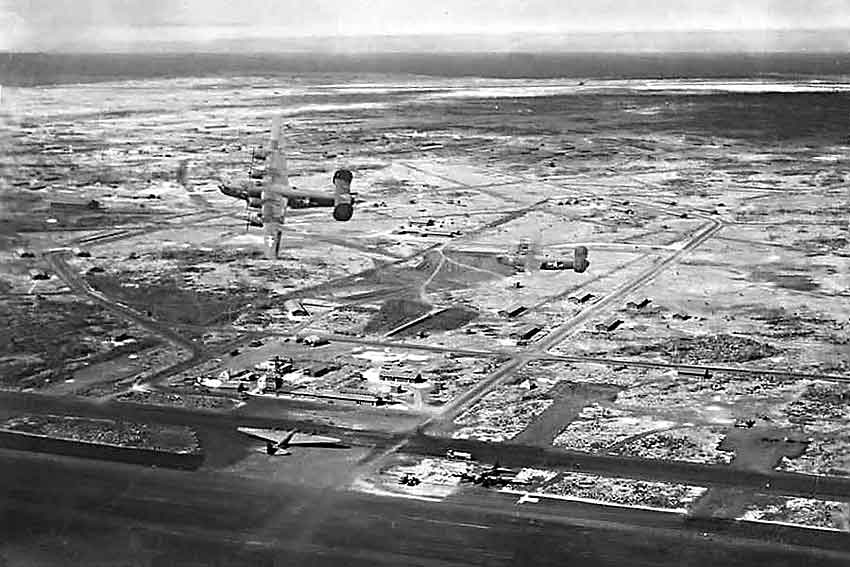
La base américaine qui deviendra l'aéroport Seymour, pendant la seconde guerre mondiale.

L'île fut occupée par les Forces Armées américaines de 1942 à 1947. Après l'attaque de Pearl Harbor par les Japonais, la protection du canal de Panama devint une priorité. Aussi les américains installèrent-ils une base aéronavale sur cette île, pour leur permettre de patrouiller dans la zone du Pacifique oriental et aux abords de Panama. On voit encore aujourd'hui des ruines des installations américaines d'alors ainsi que la piste d'aviation désaffectée de l'époque, dans la partie sud-ouest de l'île.

## Parc national des Galápagos
Depuis le début juillet 2009 l'île a officiellement intégré le parc national des Galápagos, dans un cadre bien défini où 74 % de la superficie de l'île est en zone de Conservation et de Restauration des Écosystèmes, le reste étant occupé par la zone aéroportuaire actuelle et par les Forces Armées équatoriennes.